# NGC 1572
NGC 1572 é uma galáxia espiral barrada (SBa) localizada na direcção da constelação de Caelum. Possui uma declinação de -40° 36' 04" e uma ascensão recta de 4 horas, 22 minutos e 42,7 segundos.
A galáxia NGC 1572 foi descoberta em 23 de Outubro de 1835 por John Herschel.